# Monumento a Ruggero Giuseppe Boscovich
Il monumento a Ruggero Giuseppe Boscovich è una scultura di Ivan Meštrović posta nei giardini pubblici a Milano.

## Descrizione dell'opera
La statua mostra Ruggero Giuseppe Boscovich seduto con in braccio un globo, su cui poggia il braccio sinistro. Ruggero Boscovich nacque a Ragusa, in Dalmazia, il 18 Maggio 1711, da un ricco mercante dell'Erzegovina e madre di ascendenze italiane. 
Il monumento fu donato nel 1992 alla città di Milano dalla Croazia. Posto vicino al planetario, fu inaugurato il 13 febbraio 2017.